# Ruprecht Polenz

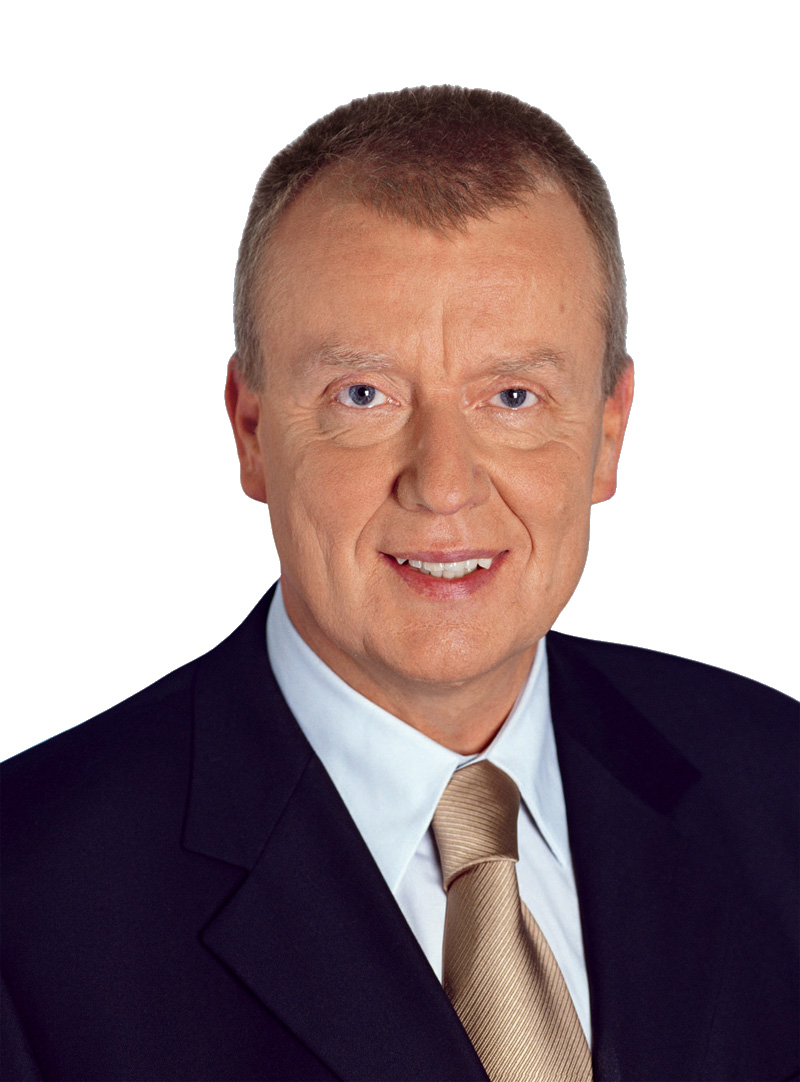
Ruprecht Polenz

Ruprecht Polenz (ur. 26 maja 1946 w Denkwitz koło Budziszyna) – polityk niemiecki, sekretarz generalny Unii Chrześcijańsko-Demokratycznej (CDU).
Po maturze (1966) odbył służbę wojskową i studia prawnicze na Uniwersytecie w Münster. W 1973 i 1976 złożył państwowe egzaminy prawnicze. Pracował na Uniwersytecie w Münster, następnie w Izbie Przemysłowo-Handlowej w Münster, od 1984 stał na jej czele. 
W latach 1975–1994 zasiadał w radzie miejskiej Münster, od 1984 kierował w tym gremium frakcją CDU. W 1994 wybrany po raz pierwszy do Bundestagu, mandat uzyskiwał także w 1998, 2002 i 2005. Od kwietnia do listopada 2000 pełnił funkcję sekretarza generalnego CDU. W 2005 został wybrany na przewodniczącego Komisji Spraw Zagranicznych Bundestagu.
Jest żonaty, ma czworo dzieci.